# Four Nations Chess League 2000/01
Die Saison 2000/01 war die achte Spielzeit der Four Nations Chess League (4NCL). 
An der Spitze lieferten sich der Titelverteidiger Slough, der Vizemeister Wood Green und die durch den Zusammenschluss von Index-IT und The ADs entstandene erste Mannschaft von Beeson Gregory ein Kopf-an-Kopf-Rennen. Die drei Titelkandidaten gaben nur im direkten Vergleich je zwei Punkte ab, so dass die Brettpunkte über den Titel entschieden, und hier hatte Beeson Gregory die Nase vorn. Ein Verein benannte sich um, Bigwood nahm wieder den alten Namen Midland Monarchs an. Aus der Division 2 waren die South Wales Dragons, die zweite Mannschaft des Barbican Chess Club und Poisened Pawns aufgestiegen. Barbicans zweite Mannschaft erreichte als einziger Aufsteiger den Klassenerhalt, während die South Wales Dragons und Poisened Pawns zusammen mit Richmond direkt wieder absteigen. 
Zu den Mannschaftskadern siehe Mannschaftskader der Four Nations Chess League 2000/01.

## Termine und Spielorte
Die Wettkämpfe fanden statt am 23. und 24. September, 25. und 26. November 2000, 27. und 28. Januar, 17. und 18. März sowie 5., 6. und 7. Mai 2001. Alle Runden wurden zentral in Birmingham ausgerichtet.

## Abschlusstabelle
| Pl. | Verein                                 | Sp | G  | U | V  | MP    | Brett-P.  |
| --- | -------------------------------------- | -- | -- | - | -- | ----- | --------- |
| 01. | Beeson Gregory I. Mannschaft           | 11 | 10 | 0 | 1  | 20:2  | 66,0:22,0 |
| 02. | Slough (M)                             | 11 | 10 | 0 | 1  | 20:2  | 63,0:25,0 |
| 03. | Wood Green                             | 11 | 10 | 0 | 1  | 20:2  | 61,5:26,5 |
| 04. | Guildford A&DC                         | 11 | 7  | 1 | 3  | 15:7  | 56,5:32,5 |
| 05. | Barbican Chess Club I. Mannschaft      | 11 | 5  | 2 | 4  | 12:10 | 45,0:43,0 |
| 06. | Thistle White Rose                     | 11 | 4  | 2 | 5  | 10:12 | 40,5:47,5 |
| 07. | Beeson Gregory II. Mannschaft          | 11 | 4  | 1 | 6  | 9:13  | 37,5:50,5 |
| 08. | Midland Monarchs                       | 11 | 3  | 1 | 7  | 7:15  | 34,0:54,0 |
| 09. | Barbican Chess Club II. Mannschaft (N) | 11 | 3  | 0 | 8  | 6:16  | 35,0:53,0 |
| 10. | Richmond                               | 11 | 3  | 0 | 8  | 6:16  | 34,0:54,0 |
| 11. | Poisened Pawns (N)                     | 11 | 2  | 1 | 8  | 5:17  | 27,5:60,5 |
| 12. | South Wales Dragons (N)                | 11 | 1  | 0 | 10 | 2:20  | 27,5:60,5 |

## Entscheidungen
|     | Britischer Meister: Beeson Gregory                                        |
|     | Absteiger in die Division 2: Richmond, Poisened Pawn, South Wales Dragons |
| (M) | Meister der letzten Saison                                                |
| (N) | Aufsteiger der letzten Saison                                             |

## Kreuztabelle
| Ergebnisse | Ergebnisse                         | 01. | 02. | 03. | 04. | 05. | 06. | 07. | 08. | 09. | 10. | 11. | 12. |
| ---------- | ---------------------------------- | --- | --- | --- | --- | --- | --- | --- | --- | --- | --- | --- | --- |
| 01.        | Beeson Gregory I. Mannschaft       |     | 4½  | 3   | 6   | 6   | 5½  | 6½  | 8   | 6   | 6   | 7   | 7½  |
| 02.        | Slough                             | 3½  |     | 5   | 5½  | 5   | 6   | 5   | 6   | 6½  | 7   | 7   | 6½  |
| 03.        | Wood Green                         | 5   | 3   |     | 5½  | 6½  | 5½  | 6½  | 5½  | 5   | 6½  | 7   | 5½  |
| 04.        | Guildford A&DC                     | 2   | 2½  | 2½  |     | 4   | 6½  | 7   | 5½  | 6½  | 6½  | 6   | 7½  |
| 05.        | Barbican Chess Club I. Mannschaft  | 2   | 3   | 1½  | 4   |     | 4   | 2½  | 5½  | 4½  | 5   | 7   | 6   |
| 06.        | Thistle White Rose                 | 2½  | 2   | 2½  | 1½  | 4   |     | 4   | 5½  | 2½  | 5½  | 5   | 5½  |
| 07.        | Beeson Gregory II. Mannschaft      | 1½  | 3   | 1½  | 1   | 5½  | 4   |     | 5   | 5   | 3½  | 3   | 4½  |
| 08.        | Midland Monarchs                   | 0   | 2   | 2½  | 2½  | 2½  | 2½  | 3   |     | 5   | 4½  | 4   | 5½  |
| 09.        | Barbican Chess Club II. Mannschaft | 2   | 1½  | 3   | 1½  | 3½  | 5½  | 3   | 3   |     | 2½  | 5   | 4½  |
| 10.        | Richmond                           | 2   | 1   | 1½  | 1½  | 3   | 2½  | 4½  | 3½  | 5½  |     | 6   | 3   |
| 11.        | Poisened Pawns                     | 1   | 1   | 1   | 2   | 1   | 3   | 5   | 4   | 3   | 2   |     | 4½  |
| 12.        | South Wales Dragons                | ½   | 1½  | 2½  | ½   | 2   | 2½  | 3½  | 2½  | 3½  | 5   | 3½  |     |

## Die Meistermannschaft
| 1.            | Beeson Gregory |
| Schachfiguren | Michael Adams, Pjotr Swidler, Julian Hodgson, John Nunn, Ian Rogers, Murray Chandler, Joseph Gallagher, Mark Hebden, Luke McShane, Jonathan Mestel, Glenn Flear, Michael Hennigan, Neil McDonald, Lawrence Cooper, Ali Mortazavi, Ruth Sheldon, Jana Bellin, Christine Flear, Heather Richards. |